# Somewhere (brano musicale)
Somewhere (anche noto come Somewhere (there's a place for us) o semplicemente There's a place for us) è un brano musicale composto da Leonard Bernstein (musica) e Stephen Sondheim (testo) nel 1957 per il musical West Side Story.

## Il brano
Il brano è una struggente, malinconica ballata che viene cantata nel secondo atto, in un momento-chiave della trama: Tony e Maria si sono appena incontrati dopo che, durante la famigerata rissa tra Jets e Sharks (avvenuta al termine del primo atto), lui ha ucciso Bernardo, il fratello della sua amata, colpevole a sua volta di aver ammazzato il suo migliore amico Riff; dopo un primo momento di tensione, i due comprendono che a causare quel dramma è stato l'odio irrazionale tra le due fazioni, e che il loro amore è ben più forte. Il brano riflette dunque l'ingenuo desiderio dei due innamorati di trovare un posto tutto per loro, lontano dall'odio e dal dolore.
Sussistono delle differenze tra l'esecuzione prevista dalla partitura originale e quella eseguita nelle varie trasposizioni.

### Musical
Nel musical originale, il brano viene eseguito nel secondo atto dopo I feel pretty, ed è accompagnato da un pas de deux denominato Somewhere ballet. I versi iniziali sono accennati a cappella da Tony, ma il brano è poi cantato da un soprano che in genere non compare in scena, a cui si unisce, nella parte finale, un coro formato dall'intero cast. Alla fine dello spettacolo, quando Tony viene ucciso, Maria canta a cappella i primi versi della canzone mentre lui muore tra le sue braccia.
Nella produzione originale di Broadway, Somewhere era cantata da Reri Grist, che interpretava il ruolo di Consuelo. Nel 1957 questa interpretazione fu pubblicata nell'album West Side Story (Original Broadway Cast): da allora è tradizione che a cantarlo sia l'interprete di Consuelo, anche se le scelte di regia possono comportare notevoli eccezioni a questa regola.

### Film del 1961
Nel film del 1961 la canzone ha un diverso posizionamento: la scena della rissa in cui Tony (Richard Beymer) uccide Bernardo (George Chakiris) e il relativo brano musicale The Rumble sono qui spostati dopo I feel pretty. Nel film è Maria (Natalie Wood) a eseguire il brano, per poi riprenderlo nel finale; la parte del coro è tagliata e non viene eseguito alcun balletto.
Nell'album della colonna sonora del film, Somewhere è invece presente come ultimo brano, a chiusura del disco.

### Film del 2021
Nel film del 2021, la canzone viene eseguita dopo I Feel Pretty, come nello spettacolo teatrale, ed è cantata da Valentina (Rita Moreno), una versione rielaborata del personaggio di Doc. A differenza del musical originale e del film, tuttavia, non viene ripresa da Maria nella scena finale: la protagonista canta infatti una reprise di Tonight. Coro e balletto vengono di nuovo omessi, come nel film del 1961. Questa versione è stata utilizzata come sottofondo del teaser trailer del film, presentato in anteprima agli Academy Awards 2021.

## Altre interpretazioni
Nel 1985 la cantautrice statunitense Barbra Streisand pubblicò una versione di Somewhere come singolo dell'album vincitore del Grammy Award The Broadway Album.
Il gruppo musicale britannico Pet Shop Boys realizzò una propria versione nel 1997 per promuovere il loro Somewhere: Live at The Savoy al teatro Savoy Theatre di Londra. La loro versione contiene diversi frammenti di altre canzoni del musical West Side Story: I Feel Pretty e One Hand, One Heart.
Successivamente, dopo la pubblicazione come singolo, il brano fu incluso nell'edizione speciale di Bilingual seppur in versione estesa. Il brano entrò alla nona posizione della Official Singles Chart britannica e alla 25ª della Bubbling Under Hot 100 stilata da Billboard; proprio negli Stati Uniti il singolo fu commercializzato come doppio lato A insieme al brano A Red Letter Day

## Tracce
CD (Regno Unito – parte 1)
1. "Somewhere"
2. "The view from your balcony"
3. "To step aside" (Ralphi's Old School Dub)
4. "Somewhere" (Forthright Vocal Mix)

CD (Regno Unito – parte 2)
1. "Somewhere" (Orchestral Version)
2. "Disco Potential"
3. "Somewhere" (Trouser Enthusiasts Mix)
4. "Somewhere" (Forthright Dub)

MC (Regno Unito)
1. "Somewhere"
2. "Somewhere" (Orchestral Version)
3. "The view from your balcony"

## Classifiche
| Classifica (1997)        | Posizione massima |
| ------------------------ | ----------------- |
| Finlandia                | 9                 |
| Germania                 | 70                |
| Regno Unito              | 9                 |
| Stati Uniti              | 125               |
| Stati Uniti (dance club) | 19                |
| Svezia                   | 21                |